# Leptodactylus fallax
Leptodactylus fallax (også kaldet bjerghønen) er en frø i slægten Leptodactylus fra familien Leptodactylidae, og den er en af verdens største frøer.